# Lissonota fascipennis
Lissonota fascipennis là một loài tò vò trong họ Ichneumonidae.